# 閱世編
《閱世編》是明末清初的一部笔记，作者为叶梦珠。

## 內容主旨
全書共十卷，該書早期並無刊本，1934年旧上海通志馆取得此書鈔本，於1935年收入《上海掌故叢書》中刊印，才為較多人所知。1981年上海古籍出版社《明清筆記叢刊》出版了來新夏的點校本。
該書為作者晚年將涉世六十多年的世務整理而成，故名閱世編，其共分天象、歷法、水利、災祥、田產、學校、禮樂、科舉、建設、士風、宦績、名節、門祚、賊稅、徭役、食貨、種植、錢法、冠服、內裝、文章、交際、宴會、師長、及門、釋道、居第、紀聞等共28門。主要為明清之際以松江府一帶為中心的政治社會經濟文化等方面，留下了許多資料，尤其社會經濟方面的記述甚為具體詳實，在許多社會經濟史研究中被使用。